# محطة قطار ليفربول لايم ستريت
محطة سكة حديد ليفربول لايم ستريت (بالإنجليزية: Liverpool Lime Street railway station)‏‏ هي محطة قطار في ليفربول في المملكة المتحدة، تُشغلها قطارات إيست ميدلاند. افتُتحت هذه المحطة في 1836، ويبلغ عدد مسارات أرصفتها 9.